# Palazzo dei Priori (Perugia)

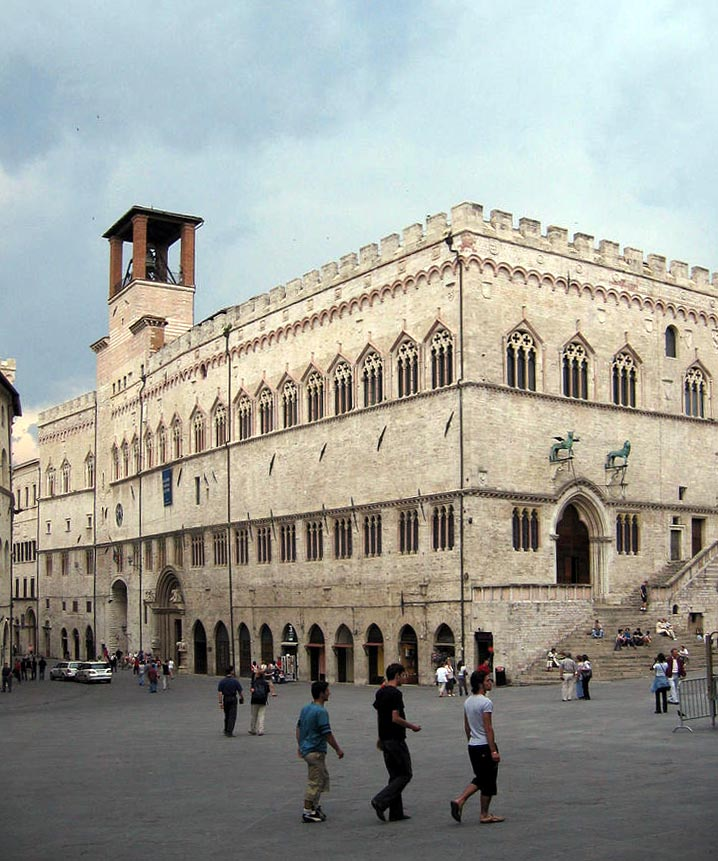
Palazzo dei Priori

Der Palazzo dei Priori (Umbrien) ist ein Palast in Perugia. Der Priorenpalast enthält eine ganze Reihe interessanter Räume und Zimmer. Das Gebäude wurde bis ins 16. Jh. hinein hauptsächlich aus lokalem Travertin und aus weißem und rotem Stein aus dem benachbarten Bettona errichtet.
Der Versammlungssaal der Stadtoberen (‘Sala dei Priori’ und ‘Sala dei Notari’) von 1293 hat mit seinen acht Schwibbögen eine sehr ungewöhnliche Form. Schwibbögen sind Überfangbögen, die quer zur Haupt-Richtung eines Raumes stehen und die beiden gegenüberliegenden Mauern gegeneinander stabilisieren.
Das Handelskollegium (‘Collegio della Mercanzia’) aus dem 15. Jh. hat eine für Italien ungewöhnliche Holzverkleidung der Wände und der Decke. Solche Ausstattungen kennt man normalerweise nur aus den nördlichen, kälteren Ländern.
Der Audienzsaal (‘Sala dell’ Udienza’) des Geldwechsel-Kollegiums (‘Collegio del Cambio’) gehört zu den schönsten und besterhaltenen profanen Innenräumen und stammt aus dem Jahr 1452. Er liegt im westlichen Teil des Palastes. Zu einer großen Handelsstadt wie Perugia gehörte im Mittelalter eine Möglichkeit, die verschiedenen Währungen gegeneinander auszutauschen, die hier aufeinander trafen. Die 1496–1500 entstandenen  Wand- und Deckenmalereien stammen von Perugino und möglicherweise sogar von seinem damaligen Schüler Raffael.

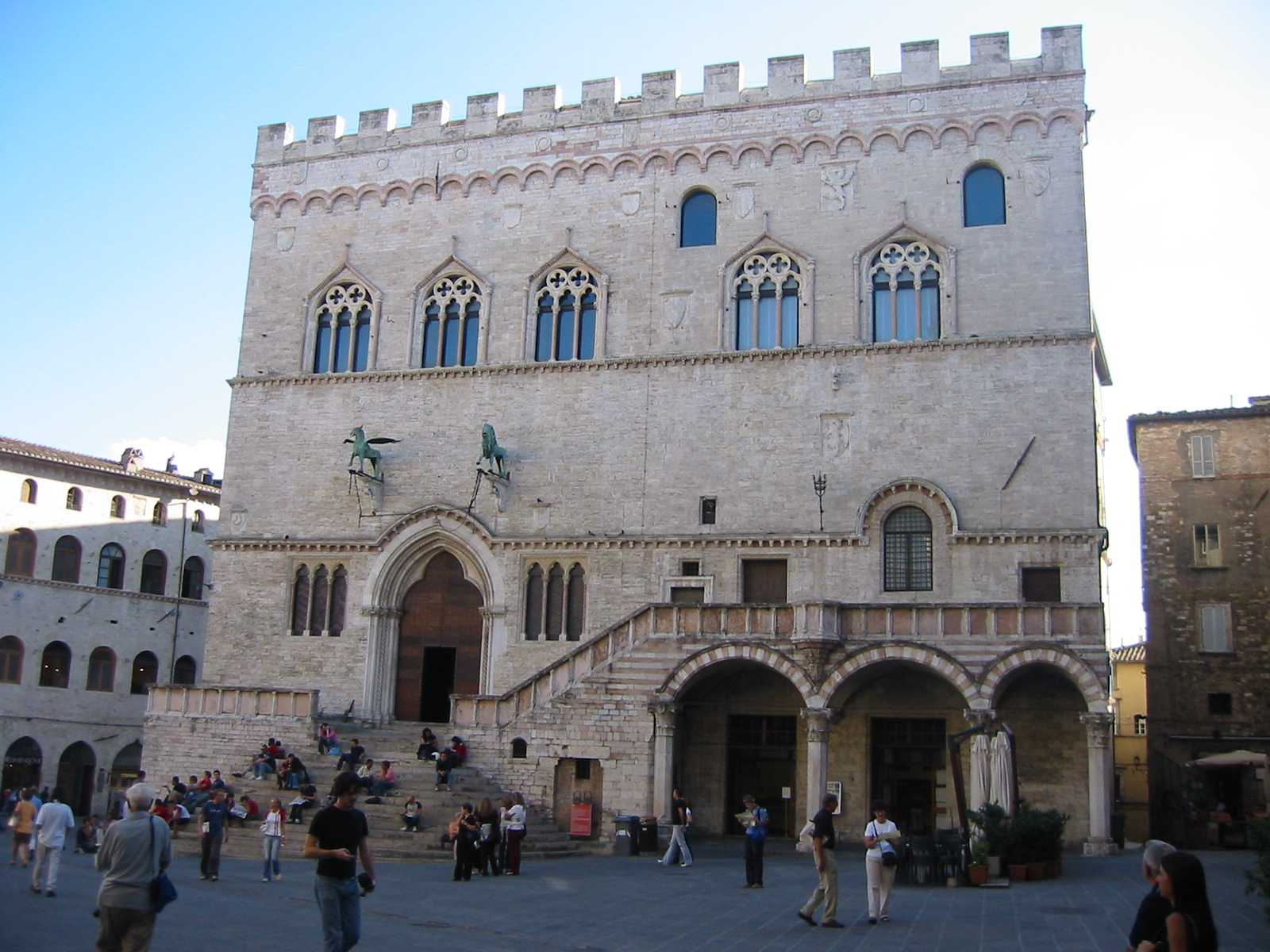
Fassade

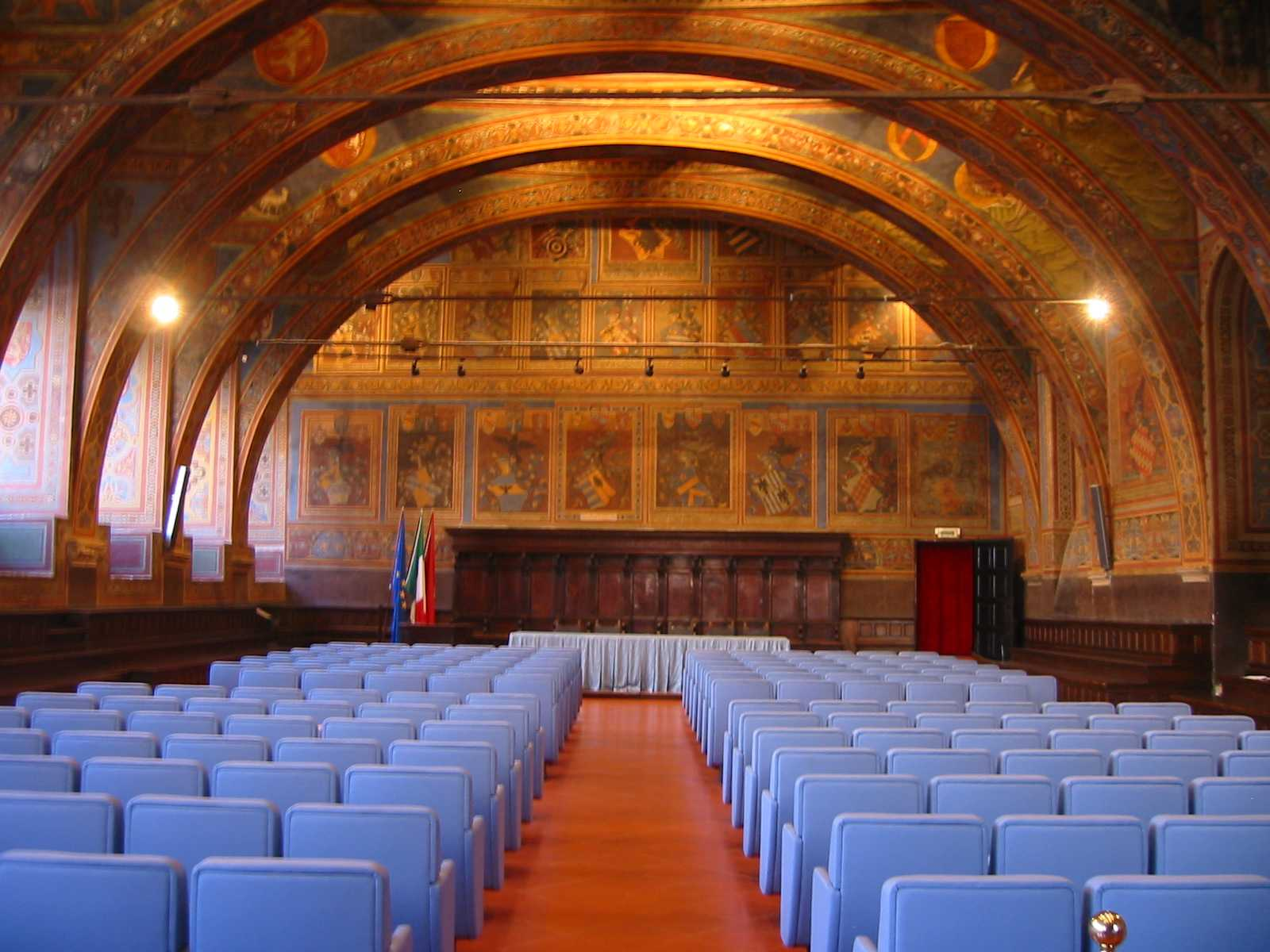
Versammlungssaal